# Batalion saperów Lądowej Obrony Wybrzeża
Batalion saperów Lądowej Obrony Wybrzeża (bsap LOW) – improwizowany pododdział saperów Wojska Polskiego.

## Historia batalionu
Batalion saperów nie występował w organizacji pokojowej Wojska Polskiego. Nie był też jednostką mobilizowaną zgodnie z planem mobilizacyjnym „W”. Został zaimprowizowany 27 sierpnia 1939 roku z kilku samodzielnych pododdziałów saperów znajdujących się składzie Lądowej Obrony Wybrzeża.
W skład batalionu saperów weszły następujące pododdziały saperów:
- rezerwowe kompanie saperów nr 126 i 127 zmobilizowane przez 2 Batalion Saperów Kaniowskich na podstawie rozkazu Departamentu Dowodzenia Ogólnego Ministerstwa Spraw Wojskowych L. 1010/mob. Sformowanie dowództw i jednostek saperów z 19 lipca 1939 roku[2],
- Dowództwo grupy fortyfikacyjnej nr 83 zmobilizowane 6 sierpnia 1939 roku w Gdyni przez Morski Dywizjon Żandarmerii[3][4],
- pluton chemiczno-gazowy Lądowej Obrony Wybrzeża Morskiego sformowany w Gdyni przez Kadrę Floty[5],
- kompania techniczna Wybrzeża Morskiego (używała nazwy „morska rezerwowa kompania saperów”) sformowana 25 sierpnia 1939 roku w Gdyni przez Kadrę Floty[6].

Dowódcą batalionu został major Rudolf Fryszowski, dowódca grupy fortyfikacyjnej nr 83.
W nocy z 8 na 9 sierpnia 1939 roku rezerwowe kompanie saperów nr 126 i 127 przybyły do Gdyni. O świcie 9 sierpnia 1939 roku kompania nr 126 pomaszerowała do Dębogórza, a kompania nr 127 do Starego Obłuża.
Batalion wykonywał fortyfikacje polowe na terenie Kępy Oksywskiej, a następnie walczył w jej obronie. 19 września 1939 roku, po kapitulacji Lądowej Obrony Wybrzeża, żołnierze batalionu dostali się do niemieckiej niewoli.

## Organizacja i obsada personalna batalionu
- dowódca batalionu – mjr sap. st. sp. Rudolf Fryszowski (ranny 17 IX 1939)
- zastępca dowódcy batalionu – mjr sap. st. sp. Jakub Witkowski[8][9]
- oficer techniczny – kpt. sap. Kazimierz Łobodziński (18 IX 1939 ranny † 25 IX 1939)
- adiutant – kpt. sap. Antoni Malinowski[10][11] (ciężko ranny 19 IX 1939)
- szef żandarmerii batalionu – ppor. sap. rez. inż. Maksymilian Zuske[12][13] (17 † IX 1939)[14]
- dowódca rezerwowej kompanii saperów nr 126 – por. rez. inż. Henryk Orleański[15]
- dowódca rezerwowej kompanii saperów nr 127 – kpt. rez. inż. Ludwik Paprocki[16]
  - dowódca plutonu – por. rez. inż. Marian Kamiński[17] (ranny 12 IX 1939)
  - dowódca plutonu – por. rez. Jan Żelewski[18] (ranny 14 IX 1939)
- dowódca morskiej rezerwowej kompanii saperów – kpt. sap. rez. inż. Marian Zasztowt[19] († 19 IX 1939 Kolonia Obłuże)
  - dowódca plutonu – por. Marian Świtalski († 18 IX 1939 Kolonia Obłuże)
  - dowódca plutonu – por. Leonard Marian Klawitter († 16 IX 1939)
  - dowódca plutonu – ppor. Dunin-Marcinkiewicz († 18 IX 1939 Kolonia Obłuże)
  - dowódca IV plutonu – ppor. sap. Zbigniew Jan Śmidowicz
- dowódca plutonu chemiczno-gazowego Lądowej Obrony Wybrzeża Morskiego – ?